# R-29渦輪噴射發動機
R-29渦輪噴射發動機（俄语：Туманского Р-29）是蘇聯圖曼斯基設計局於1960年代後期研製配有後燃器之渦輪噴射發動機，在蘇聯發動機技術分代中屬於第三世代之範疇，它裝配於1970年代服役的蘇聯戰機上，主要為米格23系列機型運用，後由R-35渦輪噴射發動機給替換。

## 簡介
R-29是由圖曼斯基R-27F-300渦輪噴射發動機所改良，R-27渦輪噴射發動機由榭爾蓋·康斯坦丁諾維奇·圖曼斯基主持的圖曼斯基設計局（第300設計局）研發，主開發工程師則是康士坦丁·魯本諾維奇·哈洽圖洛夫，R-27配備在初期的米格23原型機上，性能上雖然不輸同期蘇聯其它設計局製品，但因為米格23重量攀升突破10公噸，最大後燃推力10,000公斤的R-27推力無法滿足新戰機對於突破兩倍音速之需求，提升推力的R-29因此開發。
R-29代號「產品55」，它維持了R-27的11級軸流壓縮機設計，但引擎直徑較R-27增加了4.5%，並使用了全新設計的第一級與第二級低壓渦輪，使空氣進氣量較R-27增加16%；另外則是增加了一級高壓渦輪，並導入薄膜冷卻(film cooling)技術提升燃燒效率，這使得高壓渦輪工作溫度增加50攝氏度，總渦輪壓縮比從R-27的10增加到12，後燃器運作狀態下的最大推力較R-27增加了25%。
R-29與其它蘇聯發動機比較比較特殊之處是它配備了輔助動力系統。空用噴射發動機需要外力協助啟動渦輪，因此需要配備氣源車等支援設備，R-29在設計中額外加裝了一具TC-21渦輪發動機，該發動機屬於自由渦輪發動機，燃料與飛機發動機共用，可自轉啟動，最大運轉時間60秒，其生產的壓縮空氣可以提供主發動機足夠氣壓啟動，提升在野戰環境下的適應能力。
R-29在當時的主要競爭對手是留里卡設計局研發的AL-21發動機，AL-21的推力輸出與R-29同等，在油耗表現上優於R-29，但是R-29的抗戰損表現與技術複雜度則優於AL-21，因此蘇聯除了在米格23系列機型使用此發動機，也提供原先使用AL-21的機型，使它們可以符合外銷規範。

## 型號
- R-29-300

在米格23-MF以及由該機型衍生的米格23系列使用。
- R-29B-200

代號「產品55B」，為米格27系列的主要動力。因機型不需要雙倍音速任務需求，發動機低壓葉片進行修改，最大後燃推力下降到11,500公斤，同時也改善了燃油消耗表現，在軍推狀態下消耗燃料0.8-0.83公斤／每公斤推力／小時，接近AL-21發動機的性能。
- R-29BS-300

因蘇聯不允許AL-21渦輪噴射發動機外銷，提供外銷版Su-17攻擊機與SU-22戰鬥攻擊機的動力選項，修改齒輪箱之設計。
- R-29T-300

用於SU-24戰鬥轟炸機原型-T6-8D試驗機上的型號，試圖取代AL-21F，但因為發動機性能不足，未獲採用。。

## R-29與中華人民共和國
在中蘇決裂前，中華人民共和國從蘇聯取得的飛機發動機技術僅有米格21使用的圖曼斯基R-11发动机。1978年，中國以支持埃及米格機隊的妥善為代價，向埃及索討了一些先進的蘇聯軍備，埃及原先同意提供2架米格23MS、2架米格23BN、2架米格23U，但談判最後獲得了1架米格23MS，這架飛機在1978年8月運輸回國，也包含了機上安裝的R-29-300發動機。1979年3月10日由410廠(現中國航發瀋陽黎明發動機有限責任公司)進行R-29發動機的逆向工程，引擎編號渦噴15，廠內代號「55式」。
410廠製造的渦噴15於1979年7月首度試俥，仿製初步順利，並在1980年5月批准用於研發中的歼-13上。但殲13研製計畫在1981年3月遭取消，使得渦噴15失去後續預算，研製遭到擱置。1983年，殲十計畫啟動時渦噴15再度被選定為新戰機的動力來源，不過因1987年涡扇-10正式定案開發使得渦噴15再度失去需求。但渦扇10開發進度可能會晚於殲十原型機出廠期程，國防科工委曾一度希望製造少量的渦噴15作為殲十原型機的替代動力。原型機正式完成前碰上了1991年蘇聯解體，中共可以購入性能更好的AL-31發動機，徹底斷絕了渦噴15的生路，1993年航空工業單位完全終止渦噴15計畫。

## 外部連結
- Р-29-300 （页面存档备份，存于）
- Турбореактивный двигатель с форсажной камерой Р-29Б
- ИСТРЕБИТЕЛЬ-БОМБАРДИРОВЩИК МИГ-27 （页面存档备份，存于）
- Последние одноконтурные ТРДФ от Р27-300 до Р35-300 для МиГ-23 （页面存档备份，存于）